# Italiaansche Kunst in Nederlandsch Bezit

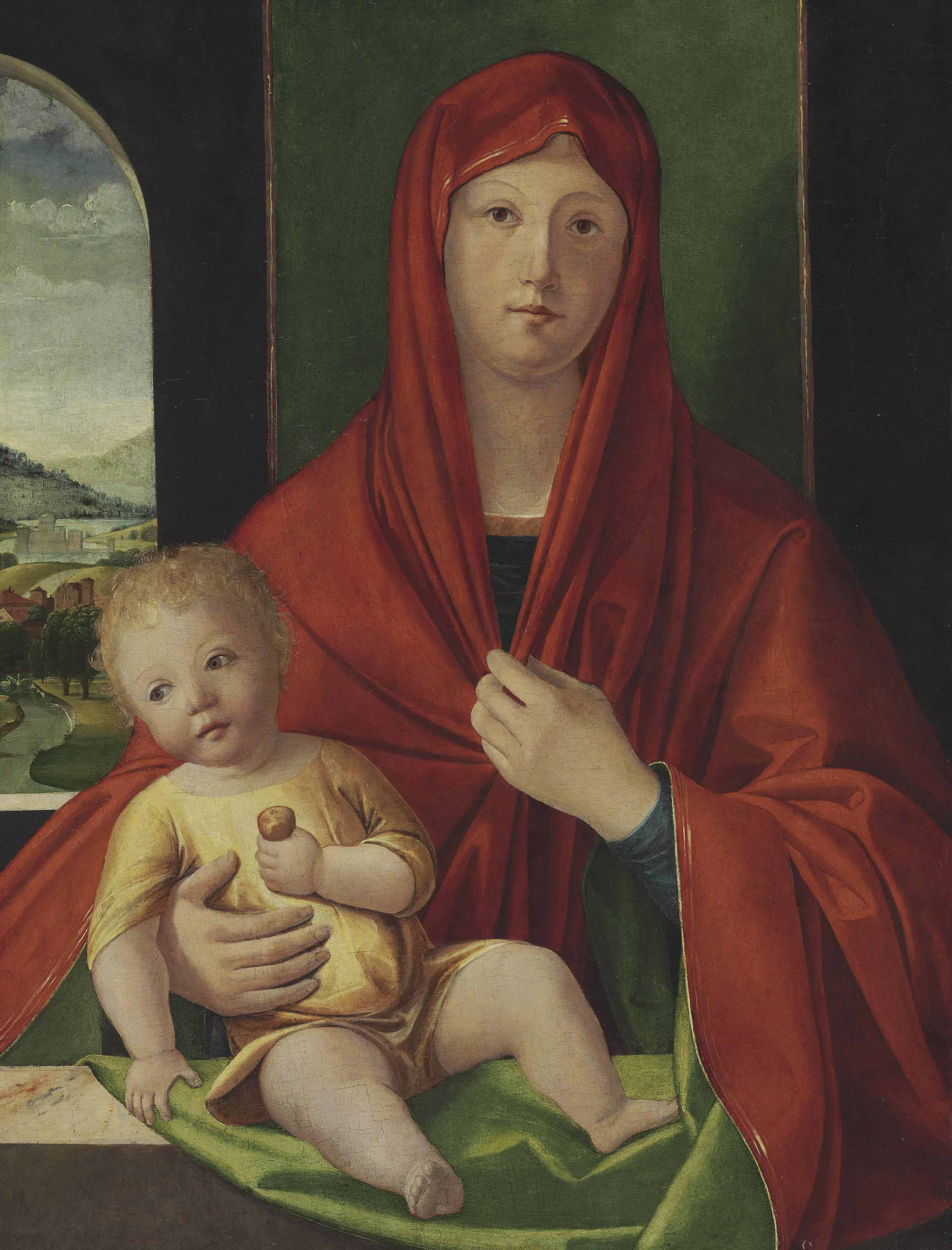
Alvise Vivarini, Madonna met kind, vroeger Verzameling Jacques Goudstikker

Italiaansche Kunst in Nederlandsch Bezit was een overzichtstentoonstelling van vroeg-Italiaanse kunstwerken uit verschillende Nederlandse collecties. Met vroeg-Italiaanse kunst wordt de Italiaanse kunst uit de veertiende, vijftiende en vroege zestiende eeuw bedoeld. De tentoonstelling werd van 11 mei tot 1 oktober 1934 gehouden op de bovenverdieping van het Stedelijk Museum in Amsterdam. De tentoonstelling was een initiatief van kunsthandelaar Jacques Goudstikker en de directeur van het Stedelijk Museum, Cornelis Baard.
Er werden meer dan 1300 voorwerpen van circa 110 bruikleengevers tentoongesteld. Het bezoekersaantal bedroeg ruim 21.000. Tijdens de tentoonstelling werden vijftig lezingen gehouden. Daarnaast gaven professoren, doctoren en studenten rondleidingen.
Deze tentoonstelling werd gehouden op het hoogtepunt van het verzamelen van vroeg-Italiaanse kunst in Nederland.

## Voorwerpen
De voorwerpen zijn in de catalogus ondergebracht in de volgende categorieën: schilderkunst, miniaturen, tekeningen, prentkunst, boekdrukkunst, beeldhouwkunst, meubelen, glaswerk, porselein, Venetiaans glas, kanten en weefsels en boekbanden. Op de tentoonstelling werden de verschillende soorten voorwerpen door elkaar geëxposeerd. Kunstenaars van wie werk tentoongesteld werd waren onder meer Vittore Carpaccio, Titiaan, Rafael en Leonardo da Vinci. Verder waren er beeldhouwwerken van Andrea Riccio, Donatello en diverse boekwerken van Petrarca.
De kwaliteit van de voorwerpen was wisselend van absolute topstukken tot werken van dubieuze kwaliteit of zelfs vervalsingen.

## Bruikleengevers
De bruikleengevers waren voor het grootste gedeelte (77) particuliere verzamelaars van Nederlandse of Nederlands/Duitse afkomst. Daarnaast hadden twintig kunsthandelaren en vijftien openbare verzamelingen werken uitgeleend voor de tentoonstelling. Onder de particuliere verzamelaars waren Otto Lanz (235 voorwerpen), J.C.J. Bierens de Haan (130 voorwerpen), Frits Lugt (45 voorwerpen), Fritz Mannheimer (21 voorwerpen) en Edwin vom Rath (14 voorwerpen). De kunsthandelaar Jacques Goudstikker bracht 111 objecten in, het Rijksmuseum 75 en de koningin drie.

## Catalogus
Bij de tentoonstelling verscheen een zeer uitgebreide catalogus met een voorwoord van dr. F. Schmidt-Degener, destijds directeur van het Rijksmuseum. Alle ruim 1300 voorwerpen zijn erin gedocumenteerd met vermelding van de naam van de kunstenaar, de school of het gebied van herkomst, catalogusnummer, titel, omschrijving, materiaal, afmetingen en bruikleengever. De catalogus is geïllustreerd met 352 zwart-wit foto’s en één kleurenfoto, namelijk van het schilderij “Ariadne op Naxos” van Carpaccio.
Raimond van Marle schreef het artikel “Geschiedenis der Schilderkunst”. Hierin wordt een overzicht gegeven van de verschillende scholen en stijlen in de kunst uit de veertiende, vijftiende en vroege zestiende eeuw in Italië. Met name de schilderkunst uit Florence, Siena en Venetië wordt uitgebreid behandeld.

## Verzamelen Italiaanse kunst
Tot 1900 werd er in Nederland bijna geen Italiaanse kunst verzameld. Na 1900 kwam er uit een kring van gefortuneerde verzamelaars interesse voor deze kunst. De interesse ging vooral uit naar kunstwerken uit de veertiende, vijftiende en vroege zestiende eeuw. Tijdens het interbellum was er sprake van een hausse in het verzamelen van deze werken. In een korte periode groeide Nederland uit tot een internationaal centrum van de handel en het verzamelen van vroeg-Italiaanse kunst.
Door het aanbreken van de Tweede Wereldoorlog en de dood van drie belangrijke verzamelaars (Otto Lanz 1936, Edwin vom Rath 1940 en J. Goudstikker 1940) kwam er een einde aan deze verzamelwoede.